# 日本選手権シリーズ
日本選手権シリーズ（にほんせんしゅけんシリーズ、にっぽんせんしゅけんシリーズ、通称：日本シリーズ（Nippon Series））は、日本プロ野球のペナントレース終了後、クライマックスシリーズ優勝チームによって行われる、その年のプロ野球チーム日本一を決める試合である。正式名称はプロ野球日本選手権シリーズで、略称は日シリ。
かつては、アジアシリーズ（日韓クラブチャンピオンシップ）の開催年に日本選手権シリーズを優勝したチームには、その出場権が与えられていた。

## 概要
1949年のプロ野球のリーグ分裂を受けて、翌1950年にセントラル・リーグとパシフィック・リーグのそれぞれの当年の優勝者が野球界の日本一の座をかけて対戦するシリーズとして創設された。1953年までは日本ワールドシリーズと呼称されていたが、翌1954年から現在の日本シリーズに改めた。2007年にクライマックスシリーズ制度が導入され、リーグ戦の結果とは無関係に同シリーズの優勝チーム同士によって行われるようになった。戦後に始まったこともあり、初年度以降中止となった年はない。
2005年 - 2013年の間は、本シリーズの優勝者がさらに『アジアシリーズ』『日韓クラブチャンピオンシップ』に日本代表として参加した。
なお、1リーグ時代に春季優勝チームと秋季優勝チームが対戦して年間チャンピオンを決める試合もあったが、一般にはこの1950年に始まる日本シリーズが一般的であるため、本項においても1950年以降の試合について述べる。

## 大会運営

### 主催
- レギュラーシーズンやクライマックスシリーズと異なり、全試合日本野球機構（NPB）主催である。入場料収入の一部は球団に分配され、さらに選手らにも第4戦までのものを基準に分配される[2]。

### 日程
- 両リーグのチャンピオンが決定した後、毎年10月から11月ごろに行われる。
- ゲームは7戦4勝制。先に4勝したチームが日本一となり、敗者のチームは日本シリーズ敗退となる。日本一が決定した時点で終了となり、試合が残っている場合は以降の試合は行われない。
- 西暦の奇数年はパ・リーグの出場チーム、西暦の偶数年はセ・リーグの出場チームが第1・2戦と第6・7戦をホームで開催、相手方のチームが第3・4・5戦をホームで開催する。第2・3戦の間と第5・6戦の間は、移動日として空白日が挟まれる（奇数年ならパパ・セセセ・パパ、偶数年ならセセ・パパパ・セセ）。原則として出場チームの専用球場での開催とするが、規定収容人員（3万人以上）や設備の都合上のほか、専用球場における他のイベントとの兼ね合いなどで、専用球場以外の球場で開催された例もある（後述）。なお、出場チームには予め使用する球場の日程確保[注 1]が義務付けられており、怠ると制裁金が課される（2000年が該当）。
  - 雨天等で中止となった場合は、2006年までは移動日を含め全ての日程が順延となっていたが、2007年からは第5戦までに雨天中止が入った時には、第5戦と第6戦の間の移動日・休養日は原則として設けないことに変更された[注 2]。ただし、出場2チームの本拠地が離れており、当日移動が難しいと判断された場合は移動日を設ける場合がある。
    - 具体例として、2016年では広島対日本ハムとなり、広島・札幌間では当日移動が不可能であるため、移動日を含めすべて1日順延とする、とした[3]（結果的に同年の日本シリーズは中止・順延がなかったため、そのような事態は発生しなかった）。
- 引き分けなどがあり、第7戦を終えてもどちらのチームも4勝に満たない場合は、その翌日に第7戦と同じ球場で第8戦を行う（過去は1986年の1回のみ）。それでもどちらのチームも4勝に満たない場合は、移動日を1日挟んで、第3戦 - 第5戦で使用された球場で第9戦を行う（実施例なし）。後述のように第7戦までは引き分けの可能性があり、第8戦以降は必ず勝敗が決定するため（コールドゲームで引き分けの場合は除く）、理論上は第14戦までもつれこむ可能性があるが（第8戦以降コールドゲームでの引き分け試合があった場合は第15戦以降までもつれこむ可能性もある）、第10戦以降を行うことや行う場合の使用球場などは開催要項に記載されておらず不明である。
  - 2021年のみ、第9戦は第8戦の翌日に第8戦と同じ球場で、第8戦とはホーム・ビジターを入れ替えて開催することになっていたが、第6戦で決着したため行われなかった。
- 2021年は第7戦が11月28日に予定されていたことから[注 3]、11月30日までの支配下選手への参稼報酬期間内で決着させるために、引き分けや雨天中止などによって11月30日時点での両チームの勝利数が同じだった場合に状況次第では試合終了後にタイブレークで優勝チームを決することになっていた。一軍ではレギュラーシーズン、ポストシーズンを通じてプロ野球史上初のタイブレーク採用で[4][注 4]、アマチュアや国際大会などでの継続試合としてのタイブレークとは異なり、「優勝決定戦」のような性質のタイブレークとなる[5]。タイブレークでの成績は表彰選手選考の対象となるが、個人通算成績などには加算されず参考記録となる[6]。想定としては11月29日時点でどちらのチームも4勝に満たないかつ両チームの勝利数の差が1の状況から、30日の試合（延長12回終了）で勝利数が並んだ場合のみの実施で[注 5]、以下のルールで30日の試合終了後に20分のインターバルを挟んで行うことになっていた[7][8][9]。なお、実際には27日の第6戦で決着がついたためタイブレークの実施はされていない。
  - 新たに出場選手登録、打順表を提出する。
  - 先攻・後攻は直前に行っていた11月30日の試合と同じ。
  - DHルールを採用。
  - 無死1、2塁からスタート。
  - 回数無制限、勝負が決した時点で終了。
- 2020年・2021年については、シリーズ期間中に新型コロナウイルス感染症（COVID-19）流行の影響で続行不可能となった場合は打ち切りとし、その時点で終了時点までの試合を対象に、世界野球ソフトボール連盟が規定するTQB（1イニング平均の得失点率）の高いチームを優勝チームに認定する。

### 出場チーム
2007年以降は、両リーグともに、ペナントレース後に行われるクライマックスシリーズの優勝チームが出場している（2020年のみ、セ・リーグはクライマックスシリーズがなかったため、当年のペナントレースの優勝チームが出場）。
クライマックスシリーズから日本シリーズ進出までの道のり（2007年以後）
|  | CS1st                 | CS1st |                                          |   | CSファイナル | CSファイナル |                        |   | 日本選手権シリーズ | 日本選手権シリーズ |
|  |                       |       |                                          |   |              |              |                        |   |                    |                    |
|  |                       |       |                                          |   |              |              |                        |   |                    |                    |
|  |                       |       |                                          |   |              |              |                        |   |                    |                    |
|  |                       |       |                                          |   |              |              |                        |   |                    |                    |
|  |                       |       | （6戦4勝制＜含・Hのアドバンテージ1勝＞） |   |              |              |                        |   |                    |                    |
|  |                       |       |                                          |   |              |              |                        |   |                    |                    |
|  | セ・リーグ優勝チーム  | H     |                                          |   |              |              |                        |   |                    |                    |
|  | セ・リーグ優勝チーム  | H     | （3戦2勝制）                             |   |              |              |                        |   |                    |                    |
|  |                       |       | CS1st勝利チーム                          |   |              |              |                        |   |                    |                    |
|  | セ・リーグ第2位チーム | H     |                                          |   |              |              |                        |   |                    |                    |
|  | セ・リーグ第2位チーム | H     | （7戦4勝制）                             |   |              |              |                        |   |                    |                    |
|  | セ・リーグ第3位チーム |       |                                          |   |              |              |                        |   |                    |                    |
|  |                       |       | セ・リーグCS優勝チーム                   | ☆ |              |              |                        |   |                    |                    |
|  |                       |       | セ・リーグCS優勝チーム                   | ☆ |              |              |                        |   |                    |                    |
|  |                       |       |                                          |   |              |              | パ・リーグCS優勝チーム | ☆ |                    |                    |
|  |                       |       |                                          |   |              |              | パ・リーグCS優勝チーム | ☆ |                    |                    |
|  |                       |       | （6戦4勝制＜含・Hのアドバンテージ1勝＞） |   |              |              |                        |   |                    |                    |
|  |                       |       |                                          |   |              |              |                        |   |                    |                    |
|  | パ・リーグ優勝チーム  | H     |                                          |   |              |              |                        |   |                    |                    |
|  | パ・リーグ優勝チーム  | H     | （3戦2勝制）                             |   |              |              |                        |   |                    |                    |
|  |                       |       | CS1st勝利チーム                          |   |              |              |                        |   |                    |                    |
|  | パ・リーグ第2位チーム | H     |                                          |   |              |              |                        |   |                    |                    |
|  | パ・リーグ第2位チーム | H     |                                          |   |              |              |                        |   |                    |                    |
|  | パ・リーグ第3位チーム |       |                                          |   |              |              |                        |   |                    |                    |
|  |                       |       |                                          |   |              |              |                        |   |                    |                    |

（H） - そのステージのホームチーム
（☆） - 隔年でホーム4:ビジター3の配分が異なる（基本的に第1戦主管球団がホーム4、第3戦主管球団がホーム3の割合）。
2006年以前の出場チーム
- セ・リーグ - 当年のペナントレースの優勝チームが出場。
- パ・リーグ - 当年のペナントレースの優勝チームが出場。ただし、ペナントレースの優勝決定方式が以下の通りだった年度がある。
  - 1973年-1982年 - 2シーズン制を取っており、両シーズンの優勝チーム同士のプレーオフにより決定。
  - 2004年-2006年 - 上位3チームのプレーオフにより決定。

### 試合方式
- 延長戦は、第7戦までは延長12回、第8戦以降は回数無制限（試合時間は一律無制限）が現行のルールである（2018年から）。過去の変遷は以下。
  - 1966年まで - 日没まで（当時は全試合デーゲーム）。
    - 1964年 - 22時30分以降新しいイニングに入らない（この年は昭和時代では唯一の全試合ナイトゲーム）。

  - 1967年-1981年 - 17時30分以降新しいイニングに入らない。
  - 1982年-1986年 - 試合開始から4時間半を経過した時点で新しいイニングに入らない。
  - 1987年-1993年 - 第7戦までは18回、第8戦以降は回数無制限（1986年のシリーズが第1戦を延長14回で引き分け、第8戦まで行われたことをきっかけに改定）。
  - 1994年-2017年 - 第7戦までは延長15回へ短縮。
    - 1994年 - デーゲーム・ナイトゲーム併用のため、デーゲームの場合は18回まで。
    - 2011年 - レギュラーシーズンで用いられた節電・省エネのための「3時間30分打ち切りルール」は使用しない。2011年の第1戦はデーゲームだが、延長は従来通り15回までの打ち切りとする。

  - 2018年 - 第7戦までは延長12回へ短縮。
    - 2021年 - レギュラーシーズン・クライマックスシリーズで用いられた新型コロナウイルス感染拡大防止のための「9回打ち切りルール」は使用しない。
- サスペンデッドゲームは適用しない。
- 両チームはシリーズ開始日の前々日までに「出場有資格者選手」（最大40人）の名簿を提出する。公示後はこれを変更することはできない。ベンチ入り選手の人数は公式戦と同じく最大25人で、試合ごとに有資格者の中から選ぶ。
- 指名打者制度は1984年までは採用せず、1985年から隔年（1985年は全試合採用、1986年は全試合採用せず）、1987年からはパ・リーグの出場チームの本拠地球場でのみ採用されている。なお2020年は新型コロナウイルスの感染拡大に伴う特例措置として、1985年以来35年ぶりに全試合で採用される。
- 審判は6人制が採用される。審判員は日本野球機構（NPB）審判部から選ばれた合計8人の審判員で運営されていたが、2015年から合計7人の審判員で運営される。

### 表彰
賞金・賞品は2020年のもの。
優勝チーム賞
- 日本野球機構よりペナント、チャンピオンフラッグ、優勝記念品代、内閣総理大臣杯
- 在京民放各テレビ局より賞金、計250万円（日本テレビ・テレビ朝日・TBSテレビ・テレビ東京・フジテレビから各50万円）と共に日本テレビ・テレビ朝日・TBSテレビ・テレビ東京からトロフィー、フジテレビより優勝盾

最高殊勲選手賞（MVP）
- 日本野球機構よりトロフィー
- NPBパートナー7社（SMBC・カルビー・コナミデジタルエンタテインメント（コナミ）・大正製薬・日本生命・マイナビ・ローソン）より賞金各100万円（計700万円）
  - かつては乗用車が贈呈されたことがあり、1954年から2006年まで行われていた。贈呈される乗用車は原則としてトヨタ自動車からだが、マツダが筆頭株主となっている広島東洋カープが日本一になった時（1979年・1980年・1984年が該当）は、マツダから贈呈された。

優秀選手賞（3人）
- 日本野球機構よりトロフィー、および賞金100万円

敢闘選手賞
- 日本野球機構よりトロフィー、および賞金100万円

ホームラン賞
- 各試合のホームランを打った選手に対して『SMBCミドすけホームラン賞』として、SMBCから賞金3万円とSMBCのマスコットキャラクターである「ミドすけ」のぬいぐるみが贈呈される。
  - なお2016年 - 2019年は『SMBCデビッドホームラン賞』として賞金3万円が、2014年はSMBC（2011年から2013年まではコナミ）から賞金（5万円）が贈呈された。

特別協賛賞
2011年から2013年までは特別協賛（冠スポンサー）のコナミより、上記賞とは別に以下の賞が追加された。
- 「みんなで選ぶコナミ賞」（賞金400万円・2011年は賞金300万円）
- 「ドリームナイン賞」（賞金100万円・2011年は賞金200万円）
- 「BASEBALL HEROES賞」（賞金100万円・2011年は賞金200万円）
- 「パワフルプロ野球賞」（賞金100万円・2012年より）
- 「プロ野球スピリッツ賞」（賞金100万円・2012年より）

「みんなで選ぶコナミ賞」は大会期間中に、コナミの大会特別公式サイト・コナミが携帯電話サイトで展開するソーシャルネットワークゲームサイト『プロ野球ドリームナイン』・アーケードゲーム『BASEBALL HEROES』の成績閲覧ページやゲーム機からのファン投票によって行い、大会終了時の表彰式で表彰選手を発表するものである（2011年は各ゲームからの投票で「ドリームナイン賞」・「BASEBALL HEROES」賞を選んだ）。
2022年からは特別協賛（冠スポンサー）のSMBCより、上記賞とは別に以下の賞が追加された。
- SMBCみんなの声援賞

この賞は日本シリーズ開催期間中に、特別協賛社の三井住友銀行のキャラクター「ミドすけ」にちなんでTwitter上に「＃みどほー」のキーワードとともに「＃（応援したい選手名）」を投稿。最も多く声援された選手1人が選出されるもので、日本シリーズ表彰式内で表彰され、賞金100万円が贈られるというものである。

### 出場資格者
- 出場有資格者は、原則として8月31日までに出場球団（すなわち、両リーグクライマックスシリーズ優勝球団）の支配下登録されている選手のうち、その中から40人までを選ぶ。
- ベンチ入りメンバーは以下を原則とする。
  - 監督1名
  - 監督以外のコーチ8名以内
  - 選手26名以内（2019年から[12]、2020年までは25名[13]）
  - マネジャー、トレーナー、スコアラー、通訳、広報、用具担当者各1名

以上の名簿を第1戦開催前々日正午までに主催団体の日本野球機構コミッショナーに書類を提出しなければならない。この提出した名簿をコミッショナーが公示した後は原則として変更することができないものとする。
ただし、監督・コーチと選手兼任である人については、選手の数に含まれるものとみなす。
また通訳が2か国語以上必要な場合、通訳を2名登録することができる。
2017年より導入された引退試合特例制度を用いて出場選手登録し、抹消された選手も登録可能となる。
- ブルペン捕手の登録は1試合2名までとして、各試合ごとの出場選手名簿に記載する。ただしベンチ入りは不可。

出典：

## 結果
2024年シーズン終了現在、セ・リーグの38回優勝（216勝）、パ・リーグの37回優勝（220勝）、引き分けが9となっている。
リーグ優勝以外（クライマックスシリーズ優勝）のチームが優勝した事例は5つあり（2位が3度、3位が2度）、2007年の中日（2位）・2010年のロッテ（3位）・2018年と2019年のソフトバンク（共に2位）・2024年のDeNA（3位）である。
原則として最高殊勲選手（MVP）は優勝球団から、敢闘賞は敗戦球団から表彰するが、例外として1956年の敢闘賞は優勝した西鉄から選出された。
|   | セントラル・リーグ所属チーム                                     |
|   | パシフィック・リーグ所属チーム                                   |
| 2 | リーグ優勝を経ずに出場したチームのレギュラーシーズンにおける順位 |
| 3 | リーグ優勝を経ずに出場したチームのレギュラーシーズンにおける順位 |

| 回 | 開催年 | 優勝チーム                   | 優勝回数       | 成績 | 成績 | 成績 | 星取表 | 星取表 | 星取表 | 星取表 | 星取表 | 星取表 | 星取表 | 星取表 | 敗戦チーム                 |
| 回 | 開催年 | 優勝チーム                   | 優勝回数       | 勝   | 分   | 敗   | 1      | 2      | 3      | 4      | 5      | 6      | 7      | 8      | 敗戦チーム                 |
| -- | ------ | ---------------------------- | -------------- | ---- | ---- | ---- | ------ | ------ | ------ | ------ | ------ | ------ | ------ | ------ | -------------------------- |
| 1  | 1950   | 毎日オリオンズ               | 初優勝         | 4    |      | 2    | ○      | ○      | ●      | ●      | ○      | ○      |        |        | 松竹ロビンス               |
| 2  | 1951   | 読売ジャイアンツ             | 初優勝         | 4    |      | 1    | ○      | ○      | ○      | ●      | ○      |        |        |        | 南海ホークス               |
| 3  | 1952   | 読売ジャイアンツ             | 02年連続02回目 | 4    |      | 2    | ○      | ○      | ●      | ○      | ●      | ○      |        |        | 南海ホークス               |
| 4  | 1953   | 読売ジャイアンツ             | 03年連続03回目 | 4    | 1    | 2    | ●      | ○      | △      | ○      | ○      | ●      | ○      |        | 南海ホークス               |
| 5  | 1954   | 中日ドラゴンズ               | 初優勝         | 4    |      | 3    | ○      | ○      | ●      | ●      | ○      | ●      | ○      |        | 西鉄ライオンズ             |
| 6  | 1955   | 読売ジャイアンツ             | 02年ぶり04回目 | 4    |      | 3    | ○      | ●      | ●      | ●      | ○      | ○      | ○      |        | 南海ホークス               |
| 7  | 1956   | 西鉄ライオンズ               | 初優勝         | 4    |      | 2    | ●      | ○      | ○      | ○      | ●      | ○      |        |        | 読売ジャイアンツ           |
| 8  | 1957   | 西鉄ライオンズ               | 02年連続02回目 | 4    | 1    | 0    | ○      | ○      | ○      | △      | ○      |        |        |        | 読売ジャイアンツ           |
| 9  | 1958   | 西鉄ライオンズ               | 03年連続03回目 | 4    |      | 3    | ●      | ●      | ●      | ○      | ○      | ○      | ○      |        | 読売ジャイアンツ           |
| 10 | 1959   | 南海ホークス                 | 初優勝         | 4    |      | 0    | ○      | ○      | ○      | ○      |        |        |        |        | 読売ジャイアンツ           |
| 11 | 1960   | 大洋ホエールズ               | 初優勝         | 4    |      | 0    | ○      | ○      | ○      | ○      |        |        |        |        | 毎日大映オリオンズ         |
| 12 | 1961   | 読売ジャイアンツ             | 06年ぶり05回目 | 4    |      | 2    | ●      | ○      | ○      | ○      | ●      | ○      |        |        | 南海ホークス               |
| 13 | 1962   | 東映フライヤーズ             | 初優勝         | 4    | 1    | 2    | ●      | ●      | △      | ○      | ○      | ○      | ○      |        | 阪神タイガース             |
| 14 | 1963   | 読売ジャイアンツ             | 02年ぶり06回目 | 4    |      | 3    | ●      | ○      | ○      | ●      | ○      | ●      | ○      |        | 西鉄ライオンズ             |
| 15 | 1964   | 南海ホークス                 | 05年ぶり02回目 | 4    |      | 3    | ○      | ●      | ●      | ○      | ●      | ○      | ○      |        | 阪神タイガース             |
| 16 | 1965   | 読売ジャイアンツ             | 02年ぶり07回目 | 4    |      | 1    | ○      | ○      | ○      | ●      | ○      |        |        |        | 南海ホークス               |
| 17 | 1966   | 読売ジャイアンツ             | 02年連続08回目 | 4    |      | 2    | ○      | ●      | ○      | ○      | ●      | ○      |        |        | 南海ホークス               |
| 18 | 1967   | 読売ジャイアンツ             | 03年連続09回目 | 4    |      | 2    | ○      | ○      | ○      | ●      | ●      | ○      |        |        | 阪急ブレーブス             |
| 19 | 1968   | 読売ジャイアンツ             | 04年連続10回目 | 4    |      | 2    | ●      | ○      | ○      | ○      | ●      | ○      |        |        | 阪急ブレーブス             |
| 20 | 1969   | 読売ジャイアンツ             | 05年連続11回目 | 4    |      | 2    | ○      | ●      | ○      | ○      | ●      | ○      |        |        | 阪急ブレーブス             |
| 21 | 1970   | 読売ジャイアンツ             | 06年連続12回目 | 4    |      | 1    | ○      | ○      | ○      | ●      | ○      |        |        |        | ロッテオリオンズ           |
| 22 | 1971   | 読売ジャイアンツ             | 07年連続13回目 | 4    |      | 1    | ○      | ●      | ○      | ○      | ○      |        |        |        | 阪急ブレーブス             |
| 23 | 1972   | 読売ジャイアンツ             | 08年連続14回目 | 4    |      | 1    | ○      | ○      | ●      | ○      | ○      |        |        |        | 阪急ブレーブス             |
| 24 | 1973   | 読売ジャイアンツ             | 09年連続15回目 | 4    |      | 1    | ●      | ○      | ○      | ○      | ○      |        |        |        | 南海ホークス               |
| 25 | 1974   | ロッテオリオンズ             | 24年ぶり02回目 | 4    |      | 2    | ●      | ○      | ●      | ○      | ○      | ○      |        |        | 中日ドラゴンズ             |
| 26 | 1975   | 阪急ブレーブス               | 初優勝         | 4    | 2    | 0    | △      | ○      | ○      | △      | ○      | ○      |        |        | 広島東洋カープ             |
| 27 | 1976   | 阪急ブレーブス               | 02年連続02回目 | 4    |      | 3    | ○      | ○      | ○      | ●      | ●      | ●      | ○      |        | 読売ジャイアンツ           |
| 28 | 1977   | 阪急ブレーブス               | 03年連続03回目 | 4    |      | 1    | ○      | ○      | ●      | ○      | ○      |        |        |        | 読売ジャイアンツ           |
| 29 | 1978   | ヤクルトスワローズ           | 初優勝         | 4    |      | 3    | ●      | ○      | ●      | ○      | ○      | ●      | ○      |        | 阪急ブレーブス             |
| 30 | 1979   | 広島東洋カープ               | 初優勝         | 4    |      | 3    | ●      | ●      | ○      | ○      | ○      | ●      | ○      |        | 近鉄バファローズ           |
| 31 | 1980   | 広島東洋カープ               | 02年連続02回目 | 4    |      | 3    | ●      | ●      | ○      | ○      | ●      | ○      | ○      |        | 近鉄バファローズ           |
| 32 | 1981   | 読売ジャイアンツ             | 08年ぶり16回目 | 4    |      | 2    | ●      | ○      | ●      | ○      | ○      | ○      |        |        | 日本ハムファイターズ       |
| 33 | 1982   | 西武ライオンズ               | 24年ぶり04回目 | 4    |      | 2    | ○      | ○      | ●      | ●      | ○      | ○      |        |        | 中日ドラゴンズ             |
| 34 | 1983   | 西武ライオンズ               | 02年ぶり05回目 | 4    |      | 3    | ○      | ●      | ●      | ○      | ●      | ○      | ○      |        | 読売ジャイアンツ           |
| 35 | 1984   | 広島東洋カープ               | 04年ぶり03回目 | 4    |      | 3    | ○      | ●      | ○      | ○      | ●      | ●      | ○      |        | 阪急ブレーブス             |
| 36 | 1985   | 阪神タイガース               | 初優勝         | 4    |      | 2    | ○      | ○      | ●      | ●      | ○      | ○      |        |        | 西武ライオンズ             |
| 37 | 1986   | 西武ライオンズ               | 03年ぶり06回目 | 4    | 1    | 3    | △      | ●      | ●      | ●      | ○      | ○      | ○      | ○      | 広島東洋カープ             |
| 38 | 1987   | 西武ライオンズ               | 02年連続07回目 | 4    |      | 2    | ●      | ○      | ○      | ●      | ○      | ○      |        |        | 読売ジャイアンツ           |
| 39 | 1988   | 西武ライオンズ               | 03年連続08回目 | 4    |      | 1    | ○      | ●      | ○      | ○      | ○      |        |        |        | 中日ドラゴンズ             |
| 40 | 1989   | 読売ジャイアンツ             | 08年ぶり17回目 | 4    |      | 3    | ●      | ●      | ●      | ○      | ○      | ○      | ○      |        | 近鉄バファローズ           |
| 41 | 1990   | 西武ライオンズ               | 02年ぶり09回目 | 4    |      | 0    | ○      | ○      | ○      | ○      |        |        |        |        | 読売ジャイアンツ           |
| 42 | 1991   | 西武ライオンズ               | 02年連続10回目 | 4    |      | 3    | ○      | ●      | ○      | ●      | ●      | ○      | ○      |        | 広島東洋カープ             |
| 43 | 1992   | 西武ライオンズ               | 03年連続11回目 | 4    |      | 3    | ●      | ○      | ○      | ○      | ●      | ●      | ○      |        | ヤクルトスワローズ         |
| 44 | 1993   | ヤクルトスワローズ           | 15年ぶり02回目 | 4    |      | 3    | ○      | ○      | ●      | ○      | ●      | ●      | ○      |        | 西武ライオンズ             |
| 45 | 1994   | 読売ジャイアンツ             | 05年ぶり18回目 | 4    |      | 2    | ●      | ○      | ○      | ●      | ○      | ○      |        |        | 西武ライオンズ             |
| 46 | 1995   | ヤクルトスワローズ           | 02年ぶり03回目 | 4    |      | 1    | ○      | ○      | ○      | ●      | ○      |        |        |        | オリックス・ブルーウェーブ |
| 47 | 1996   | オリックス・ブルーウェーブ   | 19年ぶり04回目 | 4    |      | 1    | ○      | ○      | ○      | ●      | ○      |        |        |        | 読売ジャイアンツ           |
| 48 | 1997   | ヤクルトスワローズ           | 02年ぶり04回目 | 4    |      | 1    | ○      | ●      | ○      | ○      | ○      |        |        |        | 西武ライオンズ             |
| 49 | 1998   | 横浜ベイスターズ             | 38年ぶり02回目 | 4    |      | 2    | ○      | ○      | ●      | ●      | ○      | ○      |        |        | 西武ライオンズ             |
| 50 | 1999   | 福岡ダイエーホークス         | 35年ぶり03回目 | 4    |      | 1    | ○      | ●      | ○      | ○      | ○      |        |        |        | 中日ドラゴンズ             |
| 51 | 2000   | 読売ジャイアンツ             | 06年ぶり19回目 | 4    |      | 2    | ●      | ●      | ○      | ○      | ○      | ○      |        |        | 福岡ダイエーホークス       |
| 52 | 2001   | ヤクルトスワローズ           | 04年ぶり05回目 | 4    |      | 1    | ○      | ●      | ○      | ○      | ○      |        |        |        | 大阪近鉄バファローズ       |
| 53 | 2002   | 読売ジャイアンツ             | 02年ぶり20回目 | 4    |      | 0    | ○      | ○      | ○      | ○      |        |        |        |        | 西武ライオンズ             |
| 54 | 2003   | 福岡ダイエーホークス         | 04年ぶり04回目 | 4    |      | 3    | ○      | ○      | ●      | ●      | ●      | ○      | ○      |        | 阪神タイガース             |
| 55 | 2004   | 西武ライオンズ               | 12年ぶり12回目 | 4    |      | 3    | ○      | ●      | ○      | ●      | ●      | ○      | ○      |        | 中日ドラゴンズ             |
| 56 | 2005   | 千葉ロッテマリーンズ         | 31年ぶり03回目 | 4    |      | 0    | ○      | ○      | ○      | ○      |        |        |        |        | 阪神タイガース             |
| 57 | 2006   | 北海道日本ハムファイターズ   | 44年ぶり02回目 | 4    |      | 1    | ●      | ○      | ○      | ○      | ○      |        |        |        | 中日ドラゴンズ             |
| 58 | 2007   | 中日ドラゴンズ2              | 53年ぶり02回目 | 4    |      | 1    | ●      | ○      | ○      | ○      | ○      |        |        |        | 北海道日本ハムファイターズ |
| 59 | 2008   | 埼玉西武ライオンズ           | 04年ぶり13回目 | 4    |      | 3    | ○      | ●      | ●      | ○      | ●      | ○      | ○      |        | 読売ジャイアンツ           |
| 60 | 2009   | 読売ジャイアンツ             | 07年ぶり21回目 | 4    |      | 2    | ○      | ●      | ○      | ●      | ○      | ○      |        |        | 北海道日本ハムファイターズ |
| 61 | 2010   | 千葉ロッテマリーンズ3        | 05年ぶり04回目 | 4    | 1    | 2    | ○      | ●      | ○      | ●      | ○      | △      | ○      |        | 中日ドラゴンズ             |
| 62 | 2011   | 福岡ソフトバンクホークス     | 08年ぶり05回目 | 4    |      | 3    | ●      | ●      | ○      | ○      | ○      | ●      | ○      |        | 中日ドラゴンズ             |
| 63 | 2012   | 読売ジャイアンツ             | 03年ぶり22回目 | 4    |      | 2    | ○      | ○      | ●      | ●      | ○      | ○      |        |        | 北海道日本ハムファイターズ |
| 64 | 2013   | 東北楽天ゴールデンイーグルス | 初優勝         | 4    |      | 3    | ●      | ○      | ○      | ●      | ○      | ●      | ○      |        | 読売ジャイアンツ           |
| 65 | 2014   | 福岡ソフトバンクホークス     | 03年ぶり06回目 | 4    |      | 1    | ●      | ○      | ○      | ○      | ○      |        |        |        | 阪神タイガース2            |
| 66 | 2015   | 福岡ソフトバンクホークス     | 02年連続07回目 | 4    |      | 1    | ○      | ○      | ●      | ○      | ○      |        |        |        | 東京ヤクルトスワローズ     |
| 67 | 2016   | 北海道日本ハムファイターズ   | 10年ぶり03回目 | 4    |      | 2    | ●      | ●      | ○      | ○      | ○      | ○      |        |        | 広島東洋カープ             |
| 68 | 2017   | 福岡ソフトバンクホークス     | 02年ぶり08回目 | 4    |      | 2    | ○      | ○      | ○      | ●      | ●      | ○      |        |        | 横浜DeNAベイスターズ3      |
| 69 | 2018   | 福岡ソフトバンクホークス2    | 02年連続09回目 | 4    | 1    | 1    | △      | ●      | ○      | ○      | ○      | ○      |        |        | 広島東洋カープ             |
| 70 | 2019   | 福岡ソフトバンクホークス2    | 03年連続10回目 | 4    |      | 0    | ○      | ○      | ○      | ○      |        |        |        |        | 読売ジャイアンツ           |
| 71 | 2020   | 福岡ソフトバンクホークス     | 04年連続11回目 | 4    |      | 0    | ○      | ○      | ○      | ○      |        |        |        |        | 読売ジャイアンツ           |
| 72 | 2021   | 東京ヤクルトスワローズ       | 20年ぶり06回目 | 4    |      | 2    | ●      | ○      | ○      | ○      | ●      | ○      |        |        | オリックス・バファローズ   |
| 73 | 2022   | オリックス・バファローズ     | 26年ぶり05回目 | 4    | 1    | 2    | ●      | △      | ●      | ○      | ○      | ○      | ○      |        | 東京ヤクルトスワローズ     |
| 74 | 2023   | 阪神タイガース               | 38年ぶり02回目 | 4    |      | 3    | ○      | ●      | ●      | ○      | ○      | ●      | ○      |        | オリックス・バファローズ   |
| 75 | 2024   | 横浜DeNAベイスターズ3        | 26年ぶり03回目 | 4    |      | 2    | ●      | ●      | ○      | ○      | ○      | ○      |        |        | 福岡ソフトバンクホークス   |

## チーム別記録
|  | セントラル・リーグ所属チーム   |
|  | パシフィック・リーグ所属チーム |

| チーム                         | 出場数 | 優勝数 | 敗退数 | 優勝率 | 試合 | 勝利 | 敗戦 | 引分 | 勝率 | 初出場 | 初優勝 | 前回出場 | 前回優勝 |
| ------------------------------ | ------ | ------ | ------ | ------ | ---- | ---- | ---- | ---- | ---- | ------ | ------ | -------- | -------- |
| 読売ジャイアンツ               | 36     | 22     | 14     | .611   | 206  | 109  | 95   | 2    | .534 | 1951年 | 1951年 | 2020年   | 2012年   |
| 埼玉西武ライオンズ             | 21     | 13     | 8      | .619   | 130  | 68   | 60   | 2    | .531 | 1954年 | 1956年 | 2008年   | 2008年   |
| 福岡ソフトバンクホークス       | 21     | 11     | 10     | .524   | 119  | 62   | 55   | 2    | .530 | 1951年 | 1959年 | 2024年   | 2020年   |
| 東京ヤクルトスワローズ         | 9      | 6      | 3      | .667   | 54   | 30   | 23   | 1    | .566 | 1978年 | 1978年 | 2022年   | 2021年   |
| オリックス・バファローズ       | 15     | 5      | 10     | .333   | 90   | 40   | 47   | 3    | .460 | 1967年 | 1975年 | 2023年   | 2022年   |
| 千葉ロッテマリーンズ           | 6      | 4      | 2      | .667   | 32   | 17   | 14   | 1    | .548 | 1950年 | 1950年 | 2010年   | 2010年   |
| 広島東洋カープ                 | 8      | 3      | 5      | .375   | 54   | 21   | 29   | 4    | .420 | 1975年 | 1979年 | 2018年   | 1984年   |
| 北海道日本ハムファイターズ     | 7      | 3      | 4      | .429   | 41   | 19   | 21   | 1    | .475 | 1962年 | 1962年 | 2016年   | 2016年   |
| 横浜DeNAベイスターズ           | 4      | 3      | 1      | .750   | 22   | 14   | 8    | 0    | .636 | 1960年 | 1960年 | 2024年   | 2024年   |
| 中日ドラゴンズ                 | 10     | 2      | 8      | .200   | 60   | 23   | 36   | 1    | .390 | 1954年 | 1954年 | 2011年   | 2007年   |
| 阪神タイガース                 | 7      | 2      | 5      | .286   | 43   | 17   | 25   | 1    | .405 | 1962年 | 1985年 | 2023年   | 2023年   |
| 東北楽天ゴールデンイーグルス   | 1      | 1      | 0      | 1.000  | 7    | 4    | 3    | 0    | .571 | 2013年 | 2013年 | 2013年   | 2013年   |
| セントラル・リーグ優勝チーム   | 75     | 38     | 37     | .507   | 445  | 216  | 220  | 9    | .495 | 1950年 | 1951年 | 2024年   | 2024年   |
| パシフィック・リーグ優勝チーム | 75     | 37     | 38     | .493   | 445  | 220  | 216  | 9    | .505 | 1950年 | 1950年 | 2024年   | 2022年   |

- 太字の項目は2024年シーズン終了現在での最多数を表す。チームの列のソートボタンで元の順序に戻る。

### 現存しない球団
| チーム               | 出場数 | 優勝数 | 敗退数 | 優勝率 | 試合 | 勝利 | 敗戦 | 引分 | 勝率 | 初出場 | 最終出場 |
| -------------------- | ------ | ------ | ------ | ------ | ---- | ---- | ---- | ---- | ---- | ------ | -------- |
| 大阪近鉄バファローズ | 4      | 0      | 4      | .000   | 26   | 10   | 16   | 0    | .385 | 1979年 | 2001年   |
| 松竹ロビンス         | 1      | 0      | 1      | .000   | 6    | 2    | 4    | 0    | .333 | 1950年 | 1950年   |

- 松竹は大洋（現・DeNA）に、近鉄はオリックスにそれぞれ吸収合併されたため、記録としては特記事項となる。また、両チームともに日本一の経験はない。

## ギャラリー
- 2008年日本選手権シリーズ第7戦、西武vs巨人 東京ドーム一塁側内野席（2008年11月9日撮影）
- 同左 西武vs巨人 東京ドーム一塁側内野席（2008年11月9日撮影）
- 同左 西武vs巨人 東京ドームスコアボード（2008年11月9日撮影）
- 同左 西武vs巨人 表彰式（2008年11月9日撮影）

## エピソード

### 名称
第1回（1950年）から第4回（1953年）については、メジャーリーグベースボールを参考にした『日本ワールドシリーズ』という名称だった。
「日本シリーズ」の”日本”の読み方について、以前は「にほん-」と読ませるのが主流だったが、2000年代からは「にっぽん-」と読ませるように変更され、2003年に「Nippon Series」の公式ロゴが選手ヘルメットに貼り付けられた。日本一に輝いたチームに授与するチャンピオンフラッグの旗面に「NIPPON」が縫い込まれているためとされている。なお、このチャンピオンフラッグは縦1.4メートル、横3メートルの三角形のペナントとなっており、製作に100万円近くを費やしているといわれている。

#### 冠スポンサー
従来、興行に於ける冠スポンサーとなる企業・団体は存在しなかったが、2011年から2013年まで、ゲームソフト大手のコナミ株式会社（後のコナミホールディングス株式会社）が冠スポンサーとなり、大会名も『KONAMI日本シリーズ』として開催された。なお、コナミは過去に2005年から2007年に開催されていた『アジアシリーズ』に特別協賛しており、協賛スポンサーとして「KONAMI CUP」の名称が付けられていた。
2014年からは三井住友銀行が冠スポンサーとなり、「SMBC日本シリーズ」として開催されている。なお、同社は日本シリーズの特別協賛を機に、2014年10月1日、日本野球機構の冠スポンサー「NPBパートナー」契約を締結した。

### 試合開始時刻
例年日本シリーズが開催される10月下旬から11月は、特に夜間は秋が深まるに連れて気候的に寒くなることから、かつては平日であってもデーゲームで試合が行われていた。
日本シリーズが史上初めてナイトゲームで開かれたのは1964年（第15回）の阪神タイガース対南海ホークスだった。これは東京オリンピックの開催の妨げにならないようにとの配慮で、開会式が予定された10月10日までに全ての日程を消化させることにしていた。本来は第1戦が9月29日、第7戦は10月7日であったが、セントラル・リーグの優勝決定がずれ込んだ上に雨天順延が入り、10月10日に最終戦を開催せざるを得なかった。これが影響してか、シリーズの平均観客動員は歴代最低を記録したため、翌1965年からは元のデーゲーム開催に戻した。
平日のデーゲーム開催では会社や学校を休まない限り試合の観戦が困難となったり、テレビの視聴率やNPBの収益の問題にも関わることから、1994年（第45回、読売ジャイアンツ対西武ライオンズ）では試験的に平日開催の第3・4・5戦（西武ライオンズ球場）に限りナイトゲームで実施。以降、1995年（第46回、オリックス・ブルーウェーブ対ヤクルトスワローズ）より全試合に拡大した。
2011年の第1戦は17年ぶりにデーゲームで行われた。これは中継権を獲得したフジテレビが、同日のゴールデンタイムに『ワールドカップバレー2011』を放送したためである。

### コールドゲーム
2005年（第56回/千葉ロッテマリーンズ対阪神タイガース第1戦・10月22日 千葉マリンスタジアム）では、7回裏1アウト時点で濃霧のため試合が中断。その後天気が回復しなかったため、そのままコールドゲームとなった。天候起因でのコールドゲームは1953年（第4回/読売ジャイアンツ対南海ホークス）第3戦に於いて、8回終了時点で降雨コールドゲームになって以来52年ぶりであるが、濃霧による中断からそのまま試合打ち切りとなったのは初のことであった。
なお、コールドゲームで優勝決定となった試合はこれまで一度もない。

### サヨナラ日本一
サヨナラゲームで日本一が決まったケースは4例ある（2024年シーズン終了時点）。

### 変則的な開催日程
開催日程および開催会場が変則的な形となった例は以下の通り。
- 1950年は開催会場を試合ごとに変えて行った。第1戦から明治神宮野球場、後楽園球場、阪神甲子園球場、阪急西宮球場、中日球場、大阪スタヂアムの各球場である。この年は4勝2敗で毎日オリオンズが初代王者に輝いたが、第6戦で松竹ロビンスが勝って3勝3敗になった時は第7戦は後楽園球場で行われる予定だった（連戦か、移動日を挟むかの詳細不明）。
- 1953年は第4戦までは通常通りだったが第5戦から第7戦は大阪スタヂアム、阪神甲子園球場[注 21]、後楽園球場の順で開かれた。これは当時の規定に「第1、第3、第5、第7試合と第2、第4、第6試合の使用球場は毎年両リーグが交互にこれを指定する。ただし、第1、第2試合と第3、第4試合と第5、第6試合の使用球場はそれぞれ連続して同一地域にある球場を指定する」とあったため。この年の偶数試合の球場指定権はセ・リーグにあり「大阪よりも収容能力の大きい甲子園ならば収益力が高い」との思惑を持っていたが、その思惑は外れ、入場者数は6346人であった。なおこの年は日米野球が2大会組まれた[注 22]影響もあり、本来設けられるべき移動・休養日がなく、2試合ごとに試合当日移動をこなすという強行軍だった。
- 1962年の東映主催による第5戦と、1978年のヤクルト主催の4試合全ては、神宮球場の学生野球開催の都合で、後楽園球場で代替開催した。
- 1974年のロッテ主催の第3戦から第5戦は、本拠地登録していた県営宮城球場の収容人数が3万人未満であり、施設が未整備であることから同球場ではなく、後楽園球場を使用した[注 23][19]。
- 1979年、1980年の近鉄主催全ゲームは、本拠地だった日本生命球場の収容人数が日本シリーズ開催基準の3万人に満たなかったこと[注 24]、同じく近鉄の保有する藤井寺球場もナイター用の照明設備が設置されていなかったことにより、南海ホークスの本拠地である大阪スタヂアムで代替開催した。
- 1981年は両リーグの出場チームが、本拠地がともに後楽園球場である巨人と日本ハムだったため、全6戦が同球場で開催され、「後楽園シリーズ」と呼ばれた。
- 1986年は第1戦は引き分けで始まり広島が3連勝したが、西武も3連勝し第7戦終了時点で3勝3敗1分になり、急遽第7戦で使用した旧広島市民球場で初の第8戦以降を行って勝敗を決することとなった。第8戦で西武が勝利し決着がついたが、当時のルールでは第8戦以降も回数無制限ではなく、仮に引き分けならば1日の移動日を設けて西武ライオンズ球場で第9戦以降も行うことになっていた。
- 2000年は巨人とダイエーの対戦となったが、3年前の1997年に、大規模な国際学術集会の会場を探していた日本脳神経外科学会から貸し出し依頼を受けた福岡ドーム側が、日本シリーズの日程と重なる2000年10月24日から27日までを球団の許可なく既に貸し出していた。これは1997年当時ホークスは南海時代から続く20年連続のBクラスであったため、リーグ優勝の可能性が低いと見越してのものである。ところが翌1998年に福岡移転後初のAクラス入りを果たし、日本シリーズの開催可能性が高まったため球団が日本脳神経外科学会に日程変更を求めたが、各国から2万人以上の人員が集結する大規模な総会であり、すでに様々な関連の手配が終わっていることもあり断られた。そこでダイエー球団の中内正オーナー代行（当時）がNPB側に「シリーズ開催地のセ・パ入れ替え」、「シリーズ日程そのものの変更」、「他のパ・リーグチームの本拠地球場での開催」、「北九州市民球場や長崎ビッグNスタジアムなど九州内の他球場での開催」などを申し入れたが、いずれも却下となった。脳科学会側から、一部日程を短縮して時間帯を空けるなどの協力を得られたこともあり、「東京ド・東京ド・福岡ド・休み・休み・福岡ド・福岡ド・東京ド・東京ド」と言う移動日なしの9日間変則日程で行うことが8月21日に発表された。なおシリーズ終了後、ダイエー球団は開催日程確保を怠ったとして、NPBから制裁金3,000万円（球団または個人への制裁金として当時の最高額）を科された。ちなみにダイエー・巨人両チームの公式練習は雁の巣球場で行われている。
- 2010年は台風14号の接近懸念が指摘されており、10月30日・10月31日のナゴヤドームでの試合が中止となった場合は、本来なら第2・3戦の間の移動日はそのままとし、第5・6戦の移動日を割愛して実質最大5連戦とする日程となるところを、テレビの全国中継が4試合しかない（第1・2・5戦は衛星放送のみ。地上波は県域放送だけ）ことに配慮する形で、第2・3戦の移動日を割愛して最大5連戦として、第5・6戦の移動日はそのままとする日程が設定された。台風による影響は無く、開催日程変更は行われなかった。
- 2020年は、巨人の本拠地・東京ドームが他大会開催のため使用できず、巨人のホームゲームは京セラドーム大阪で開催することとなった。この年は元々東京オリンピックに対応する日程のため11月7日から開催される予定だったが、世界的な新型コロナウイルス感染症流行のため公式戦開幕が大幅に遅れ、日本シリーズも予定より2週間遅れの11月21日に開幕する予定となった。しかし東京ドームでは11月22日より都市対抗野球大会を開催する予定となっていたため使用できず、京セラドーム大阪を使用することとなった[20][注 25][21]。なおこの例と同様に明治神宮野球場（ヤクルト）、ナゴヤドーム（中日）も他大会・イベント開催のため日本シリーズの開催ができない状況に置かれていたが、明治神宮野球場での明治神宮野球大会（11月20日 - 11月25日予定）は感染症防止のため中止となり、またナゴヤドームでのAAAのコンサート（11月28・29日予定）も2021年度以後に公演日を延期しため、最終的には使用可能となった。
- 2021年は、当初は11月13日開始予定だったが、一部球団の新型コロナウイルス感染、並びに雨天中止が相次いだことを踏まえ、11月20日に開始を変更（これにより、クライマックスシリーズも10月30日開始を11月6日に順延）。11月中に決着が付くようにするため、シリーズ前には11月29日までに決着が付かなかった場合の特別ルールも発表され、29日時点で両チームの勝ち数が同じ場合は11月30日の試合は延長無制限で行い、1勝差の場合は30日の試合を12回打ち切りとしつつ、その試合で勝ち数が並んだ場合は、正規の試合終了後にタイブレーク方式の優勝決定戦を行う（11月30日の試合が雨天中止となった場合であっても、12月1日以後への順延はしない）。なお、天候や感染症の状況によっては、仮にどちらも4勝未満で決着がついていなくても11月28日までで打ち切り、打ち切り時点での勝ち数の多いチームを優勝に、それも同じ場合は得失点率を参考として優勝を決める可能性も明記されていた。また、ヤクルトの神宮はシリーズ期間中が明治神宮野球大会（11月20-25日予定）と重なるため使用できず、セ・リーグ主管の第3-5戦（11月23-25日）の3試合は東京ドームで、オリックスの京セラドーム大阪もパ・リーグ主管の第6・7戦が行われる11月27・28日にAAAのコンサートがあり使用できないため、ほっともっとフィールド神戸でそれぞれ主催した。加えて、所定の日程通りに開催したうえで引き分けなどによって第7戦までで決着が付かなかった場合、第8戦は本来のオリックス主管試合で京セラドームを使用するが、上記の通り12月1日以後は順延しない取り決めとしているため、第9戦はヤクルト主管試合の扱いとするも、移動日・休養日を挟まず、第8戦の翌日に引き続き京セラドームを試合会場として開催する計画であった[22]。

### ビデオ判定
- 2015年の第5戦に於いて、ソフトバンク・李大浩の打球は左翼ポールの上を通過し、左翼線審はポールを巻いたとして本塁打と判定したが、ヤクルトの真中満監督から「ファウルではないのか」と抗議があり、審判団による7分にも及ぶビデオ判定を経て、判定は覆らず本塁打となった。なお、NPBにおいて2010年にホームランを巡るビデオ判定が導入されて以来、シリーズでのビデオ判定は史上初[注 26][23][24]。
- 2016年の第2戦では、同年より導入された本塁クロスプレーでのビデオ判定が行われた。6回裏、無死二塁の場面で広島・菊池涼介がバスターに切り替えて打った打球はレフト前へ抜け、これを見た二塁走者の田中広輔は本塁へ向かったが、日本ハム左翼手・西川遥輝から捕手・大野奨太へ際どいタイミングで返球され、球審の白井一行はアウトと宣告した。これに広島の緒方孝市監督がビデオ判定を要求、審判団の協議によりビデオ判定が行われた。その結果、「大野のタッチより先に田中の手が本塁に触れていた」として、判定を覆して田中の生還を認めた[25]。
  - 同2016年の第5戦にも、2回表、無死一塁の場面で広島の下水流昂が札幌ドームフェンス上で跳ね上がる打球を放ち、審判はインプレーと判定。一塁走者小窪哲也・打者下水流はそれぞれ三塁・二塁上で止まったが、緒方監督が本塁打ではないかとビデオ判定を要求した。審判団はビデオ判定の結果、打球はフェンストップで跳ね返ったものと判断し、判定は覆らず、無死二三塁で試合は再開された。

### 全試合同一都道府県内での開催
1970年の開催は両リーグの出場チームが、文京区の後楽園球場が本拠地の巨人と、荒川区の東京スタジアムが本拠地のロッテであり、全試合が東京都での開催となったため、史上初めて同一都道府県内のみでの開催となった（東京シリーズまたはGOシリーズ）。同一都道府県での日本シリーズはこの1970年と上述の1981年（後楽園シリーズ）の2例のみ。
2025年現在は、2008年にオリックスが大阪府をフランチャイズとし、セ・パ両リーグの球団がともに本拠地を置く都道府県がないため、通常のフランチャイズ制度下では同一都道府県で開催されることはない。

### 全球団が1度以上日本一を経験
2004年に1度も日本一になれないまま合併消滅した近鉄に代わって、2005年に新規加入した楽天が2013年のシリーズで日本一になったことにより、NPB設立以来史上初となるNPBに加盟している全12球団が全て日本一を経験ということになった。なお、パ・リーグに関しては、元号が令和になる前年の2018年時点でNPB設立以来史上初となる同一年号中にパ・リーグに加盟する全6球団が日本一を経験したことにもなった（セ・リーグは、阪神と広島が平成30年間で一度も日本一になれず、広島に至っては令和でも日本一の経験がない）。
日本以外では、2024年シーズン終了時点で、台湾の中華職業棒球大聯盟が現存する全5球団に台湾シリーズの優勝経験があり、ドミニカ共和国のウィンターリーグであるリーガ・デ・ベイスボル・プロフェシオナル・デ・ラ・レプブリカ・ドミニカーナが全6球団に優勝経験があるが、メジャーリーグでは、全30球団中5球団（ミルウォーキー・ブルワーズ、サンディエゴ・パドレス、シアトル・マリナーズ、コロラド・ロッキーズ、タンパベイ・レイズ）がワールドシリーズ優勝を経験しておらず、その中でもマリナーズはシリーズへの出場経験すらない。

## テレビ放送

### 地上波系列全国放送
2010年までは基本的にホームゲームの球団が推薦した放送局と直接交渉し、その放送局の属するネットワークにより試合開始から終了まで全国生中継された。しかし2010年の日本シリーズで地上波全国中継が実施されない試合が3試合あったことを受けて、2011年からは進出球団が放送局を推薦したうえで、テレビ中継協賛スポンサーの広告代理店にその放送局への中継交渉を行う方式を採用した（それでも、通常レギュラーシーズンの放送を頻繁に行う局が優先的に推薦されることに変わりはない）。これ以降は番組編成の都合から、試合開始時間が繰り上がる事例が発生している（2011年の第1戦、2016年の第5戦）。
中継には通常の野球解説者のほか、出場しないチームの現役選手や監督（引退あるいは退任が決まった者も含む）がゲスト解説として登場する。
視聴率（関東地区）は1990年代までは平均30%前後を獲得するなど高い人気を得ていたが、2000年代以降は徐々に低下し、2010年代以降カードによっては一桁を取ることも珍しくなくなっており、2019年以降は視聴率二桁を獲得した試合は年数試合のみという状態が続いている。その一方、レギュラーシーズン同様、関東地区以外の出場チームの本拠地がある地域では高視聴率を獲得することが多い。
- セントラル・リーグの球団では、読売ジャイアンツ（日本テレビ）、中日ドラゴンズ（CBCテレビ、東海テレビ、テレビ愛知）、東京ヤクルトスワローズ（フジテレビ、テレビ朝日）、横浜DeNAベイスターズ（TBSテレビ）といったように特定の放送局に本拠地主催試合の放映権が与えられている。これらの球団が日本シリーズに出場した場合、レギュラーシーズン同様に放映権もこれらの放送局の属するネットワークの系列局が必ず推薦される。
- 阪神タイガースと広島東洋カープについては各局に放映権が均等に分配されているが、阪神タイガースの場合は朝日放送テレビが水曜日と日曜日の試合の放映権を優先させており、阪神タイガースが日本シリーズに出場した場合の放映権もそれを踏襲している[注 28]。従って、セ・リーグ球団の開催試合においては、テレビ朝日系列局が推薦されるのは、阪神タイガースが日本シリーズに出場した場合の原則として水曜日と日曜日の試合[注 29]、広島東洋カープが出場した場合や、東京ヤクルトスワローズが出場し、フジテレビが編成上の都合で独占しなかった場合の本拠地開催の一部試合にほぼ限定される。
- パシフィック・リーグの球団で特定の放送局に本拠地主催試合の放映権が与えられているのはオリックス・バファローズ（関西テレビ）、埼玉西武ライオンズ（テレビ朝日、1988年以前はTBSテレビ）、東北楽天ゴールデンイーグルス（東日本放送）がある。一方、北海道日本ハムファイターズ、千葉ロッテマリーンズ、福岡ソフトバンクホークスは比較的均等に放映権が与えられており、福岡ソフトバンクホークスはダイエー時代の1999年にテレビ西日本が2試合獲得した以外は1つの局に複数試合放映権獲得した例はない。
- 2003年は、フジテレビの番組である『ワンナイR&R』において「王シュレット事件」を引き起こしたため、阪神・ダイエーの両球団がフジテレビ系列局（フジテレビ・関西テレビ・テレビ西日本などフルネット26局）を推薦しない処置を取った[注 30]。このため、第7戦の放映権はテレビ東京系列局であるTVQ九州放送が獲得した。
- 全日程がナイター開催となった1995年以降は放映権を獲得した系列の局のみの放送となっている。そのため、県によっては全試合未放送となる年や1試合しか放送されない年もある。
  - 1995年以降におけるクロスネット局の主な扱いは以下の通り。
    - 福井放送 - 日本テレビ系列制作のみ放送（テレビ朝日系列制作の放送はなし）
    - テレビ大分 - 火・木曜はフジテレビ系列制作のみ、水・土・日曜は日本テレビ系列制作のみをそれぞれ放送。火・水曜が雨天順延となった場合は放送なし。火曜が日本テレビ系列の場合で、当該試合が水曜に雨天順延となった場合、水曜がフジテレビ系列の場合で、当該試合が木曜に雨天順延となった場合は放送。
      - 火・木曜がフジテレビ系列制作の場合において、放送時間が延長された場合は『news zero』と『プラチナイト』は放送時間繰り下げ。火・木曜が日本テレビ系列制作の場合は代替で『日本シリーズハイライト』を放送。
      - 水曜に放送する場合は『ゆ〜わくワイド&News』を通常放送した後に19:00から飛び乗る形で放送。土曜に放送する場合は『MUSIC FAIR』は後日時差放送もしくは『MUSIC FAIR』と当日はNNS28局では放送休止となる『名探偵コナン』（30分遅れネット）の穴埋め番組を放送した後に19:00から飛び乗る形で放送。日曜に放送する場合は『サザエさん』は後日時差放送もしくは『満天☆青空レストラン』（遅れネット）と『サザエさん』を通常放送した後に19:00から飛び乗る形で放送。水・日曜がフジテレビ系列制作の場合、水曜は『ゆ〜わくワイド&News』を18:30までに短縮した上で18:30 - 19:00は穴埋め番組を放送する他、日曜は18:30 - 19:00に穴埋め番組を放送。

    - テレビ宮崎 - 火・水・木・土曜はフジテレビ系列制作のみ、日曜は日本テレビ系列制作のみをそれぞれ放送。フジテレビ系列制作は木・土曜、日本テレビ系列制作は日曜が雨天順延となった場合は放送なし。木曜が日本テレビ系列の場合で、当該試合が金曜に雨天順延となった場合は放送。テレビ朝日系列制作の放送はなし。
      - 火・水・木・土曜がフジテレビ系列制作の場合において、放送時間が延長された場合は『news zero』『プラチナイト』『Going!Sports&News』は放送時間繰り下げ。火・水・木・土曜が日本テレビ系列制作の場合は代替で『日本シリーズハイライト』を放送。
      - 日曜に放送する場合は『ちびまる子ちゃん』と『サザエさん』は後日時差放送もしくは『ちびまる子ちゃん』と『サザエさん』を通常放送した後に19:00から飛び乗る形で放送。日曜がフジテレビ系列制作の場合は18:30 - 19:00は穴埋め番組を放送。

  - テレビ大分とテレビ宮崎は、デーゲームで行われた2011年の第1戦は放送した。
  - 以下の県は、完全ナイター開催となった1995年以降は系列局が所在しない系列が中継を行う場合は放送しない（テレビ東京制作の場合を除く）。
    - 日本テレビ系列制作 - 大分県（火・木曜の場合のみ）・宮崎県（火・水・木・土曜の場合のみ）・沖縄県
    - テレビ朝日系列制作 - 山梨県・富山県・福井県・鳥取県・島根県・徳島県・高知県・宮崎県
    - TBS系列制作 - 秋田県・福井県・徳島県
    - フジテレビ系列制作 - 青森県・山梨県・山口県・徳島県・大分県（水・土・日曜の場合のみ）・宮崎県（日曜の場合のみ）
    - 3試合が全国中継されなかった2010年は、TBS系列局が所在する地域の内、テレビ朝日系フルネット局とフジテレビ系フルネット局の両方が所在する地域では第3戦・第6戦・第7戦は放送した他、富山県・鳥取県・島根県・高知県では第6戦と第7戦は放送した。青森県・山口県・大分県は第3戦のみ、宮崎県は第6戦のみの放送となった一方で、山梨県は一試合も放送されなかった。
    - 現在テレビ朝日系列局やフジテレビ系列局がある地域の内、1994年は第3戦～5戦がナイターで行われたが、テレビ朝日系列の放送となったため岩手県・愛媛県・沖縄県は未放送となった他、1995年・1996年のフジテレビ系列中継試合は山形県と高知県で、1995年の第3戦はテレビ朝日系列の放送となったため岩手県でそれぞれ未放送となった[注 31]。
- 完全デーゲームで行われていた1993年まで、平日開催における放映権を獲得した局における通常番組の主な扱いは以下のようになっていた。
  - NHK総合テレビ - 『正午のニュース』は5分短縮、『連続テレビ小説』は30分繰り上げ（1991年まで）
  - 日本テレビ系列 - 『お昼のワイドショー』（1986年まで）は12:50で終了。『午後は○○おもいッきりテレビ』（1987年から1991年まで）は12:50で終了もしくは放送休止。『ごちそうさま』などの13時台の番組は放送休止（当日時差放送はなし、1986年まで）
    - 『花王 愛の劇場』の遅れネットしている局（秋田放送（1991年まで）、山形放送（1987年まで）、北日本放送（1989年まで）、福井放送（1991年まで）、南海放送（1991年まで）のみ）または当日時差ネットを行うフジテレビ系ライオン一社提供枠（青森放送（1989年まで）、山梨放送（1991年まで）、山口放送（1991年まで）、四国放送（1991年まで）、高知放送（1991年まで）のみ）を放送する場合は、『花王 愛の劇場』は翌日午前に放送する他、フジテレビ系ライオン一社提供枠は試合終了後に放送もしくは放送休止。当日時差ネットを行う『笑っていいとも!』（テレビ岩手（1983年から1989年まで）、山梨放送（1985年から1991年まで）、高知放送（1987年から1991年まで）のみ）は放送休止。テレビ朝日系正午枠（『アフタヌーンショー』～『女38歳気になるテレビ』、1991年まで）をネットしている局（上記の局の内、テレビ岩手、山梨放送、四国放送を除く各局と日本海テレビ（1987年まで））はテレビ朝日系正午枠を17:00から放送。

  - テレビ朝日系列 - 平日正午枠（『この秋一番!』～『ザ・ニュースキャスター』、1985年から1993年まで）は12:30もしくは12:40終了。『徹子の部屋』などの13時台の番組は放送休止（当日時差放送はなし）
  - TBS系列 - 『花王 愛の劇場』、『妻そして女シリーズ』（1991年まで）、『CBC制作昼の連続ドラマ』（1991年まで）、『ドラマ30』（1992年・1993年）は当日の17:00 - 18:00に放送
    - 当日時差ネットを行うフジテレビ系ライオン一社提供枠（IBC岩手放送（1990年まで）、大分放送（1993年まで）、南日本放送（1986年まで）のみ）、当日時差ネットを行う『笑っていいとも!』（青森テレビ（1983年から1993年まで）、テレビ山口(1983年から1993年まで)、大分放送（1984年から1992年まで）のみ）、当日時差ネットを行うテレビ朝日系正午枠（『アフタヌーンショー』～『人間探検!もっと知りたい!!』、北陸放送（1990年まで）、山陰放送（1992年まで）、熊本放送（1988年まで）、長崎放送（1989年まで）、宮崎放送（1992年まで）、琉球放送（1992年まで）のみ）はそれぞれ放送休止。

  - フジテレビ系列 - 『笑っていいとも!』は12時55分で終了（1984年から1993年まで）。ライオン一社提供枠と『東海テレビ制作昼の帯ドラマ』は放送休止（当日時差放送はなし）
- NHKでも1991年までは主に最速で優勝が決まる第4試合を中心に（例外あり）総合テレビで生中継されていたが、衛星放送の普及による番組編成の見直しから地上波での放送は1991年以降行われていない。独占放送は前述1974年の中日対ロッテ第6戦（ロッテが優勝を決めた試合）を最後に途絶えている。
- デーゲームで行われていた1994年までは、テレビ東京系列以外の各系列が放映権を獲得した場合は獲得した系列以外の局でも放送されていた。1993年までの平日に他系列制作のデーゲームが放送される場合、TBS系列局では14:00まで通常の編成を放送し、日本シリーズは14:00からの飛び乗り放送としていた他、日本テレビ系列局では13:00から放送するか、もしくは13:30からの飛び乗り放送で放送していた。フジテレビ系列と他系列とのクロスネット局における平日の扱いは局によって扱いが異なっていた。これらの局が他系列制作の試合が放送される場合における主な扱いは以下のようになっていた。
  - 日本テレビ系列局（一部系列局を除く） - 『お昼のワイドショー』→『午後は○○おもいッきりテレビ』（前者は通常放送、後者は13:00飛び降り）を放送後に他系列制作の試合を飛び乗った上で放送するか、13:30まで『ごちそうさま』（1986年まで）、『午後は○○おもいッきりテレビ』（1987年から1993年まで）などの日本テレビ系番組を同時ネットした後に飛び乗る形で放送。中継終了後は日本テレビ系列制作試合と同様に各局別の編成を放送するが、『花王 愛の劇場』の遅れネットしている局（秋田放送（1993年まで）、山形放送（1988年まで）、北日本放送（1989年まで）、福井放送（1993年まで）、南海放送（1991年まで）のみ）または当日時差ネットを行うフジテレビ系ライオン一社提供枠（青森放送（1989年まで）、山梨放送（1993年まで）、山口放送（1992年まで）、四国放送（1993年まで）、高知放送（1993年まで）のみ）の当日時差ネットしている局がTBS系列制作試合とテレビ朝日系列制作試合を放送する場合は、『花王 愛の劇場』は翌日午前に放送する他、フジテレビ系ライオン一社提供枠は試合終了後に放送もしくは放送休止。当日時差ネットを行う『笑っていいとも!』（山梨放送（1985年から1993年まで）、高知放送（1988年から1993年まで）のみ）は放送休止。、テレビ朝日系正午枠（『アフタヌーンショー』～『人間探検!もっと知りたい!!』、上記の局の内、山梨放送、四国放送を除く各局と日本海テレビ（1988年まで）のみ）をネットしている局はテレビ朝日系正午枠を17:00から放送。
  - TBS系列局（一部系列局を除く） - 『花王 愛の劇場』、『妻そして女シリーズ』（1991年まで）、『CBC制作昼の連続ドラマ』（1991年まで）、『ドラマ30』（1992年・1993年）を通常放送した後に14:00から飛び乗る形で放送。中継終了後は各局別の編成を放送するが、当日時差ネットを行うフジテレビ系ライオン一社提供枠（IBC岩手放送（1990年まで）のみ）は試合終了後に放送もしくは放送休止。当日時差ネットを行う『笑っていいとも!』（テレビ山口）は試合終了後に放送もしくは放送休止。テレビ朝日系正午枠（『アフタヌーンショー』～『人間探検!もっと知りたい!!』、北陸放送（1990年まで）、山陰放送（1989年から1992年まで）、長崎放送・（1989年まで）、琉球放送（1992年まで）のみ）をネットしている局はテレビ朝日系正午枠を17:00から放送。IBC岩手放送・北陸放送・山陰放送・琉球放送ではテレビ朝日系制作の中継は1989年を最後に取り止めとなった（石川県は1991年から北陸朝日放送で放送）。
  - フジテレビ系列と他系列とのクロスネット局（当時クロスネットであった局も含む）
    - 福島テレビ（1982年まで） - TBS系列制作試合を放送する場合はTBS系列フルネット局と基本的に同一。フジテレビ系列制作試合を放送する場合は『花王 愛の劇場』、『妻そして女シリーズ』、『CBC制作昼の連続ドラマ』を通常放送した後に14:00から飛び乗る形で放送。
    - NST新潟総合テレビ（1982年まで） - 『アフタヌーンショー』を通常放送した後に加盟していた各系列（フジテレビ系列、テレビ朝日系列、日本テレビ系列（1979年まで））が製作する試合を放送。
    - テレビ長崎（1989年まで） - 日本テレビ系列制作試合を放送する場合は日本テレビ系列フルネット局と基本的に同一。フジテレビ系列制作試合を放送する場合は『お昼のワイドショー』→『午後は○○おもいッきりテレビ』（前者は通常放送、後者は通常時においても13:00飛び降り）を放送後に13:00から飛び乗る形で放送。いずれの場合も『笑っていいとも!』とフジテレビ系ライオン一社提供枠は試合終了後に放送もしくは放送休止。
    - テレビ熊本（1988年まで）・テレビ宮崎（1993年まで）・鹿児島テレビ（1992年まで） - フジテレビ系列制作試合を放送する場合はフジテレビ系列フルネット局と基本的に同一。日本テレビ系列制作試合（テレビ熊本は1981年まで、テレビ宮崎と鹿児島テレビは1991年まで）とテレビ朝日系列制作試合（鹿児島テレビは1980年まで）を放送する場合は『笑ってる場合ですよ!』→『笑っていいとも!』などを通常放送した後に放送する他、フジテレビ系ライオン一社提供枠（鹿児島テレビは1987年から1991年まで）は試合終了後に放送もしくは放送休止。
    - テレビ大分（1992年まで） - テレビ朝日系列制作試合を放送する場合はテレビ朝日系列フルネット局と基本的に同一。日本テレビ系列制作試合（1991年まで）とフジテレビ系列制作試合を放送する場合はテレビ朝日系正午枠（『アフタヌーンショー』～『人間探検!もっと知りたい!!』）を通常放送した後に放送。
- なおテレビ朝日系列は1970年代後半のUHF局開局以後1990年代の平成新局の開局ラッシュ時まで、基幹都市から段階を追い、最終的に基幹都市以外の地方系列を増やしているが、系列局が少なかった時代はその推薦をなかなか受けられなかったため中継ができた試合は限られ、中継ができた場合も、デーゲーム開催時代は大半の地域が系列外ネットとなった。特に南海ホークスと結びつきの強い毎日放送が1975年3月30日の腸捻転ネットチェンジが解消するまではNET（当時）系列だったことから毎日放送発の南海戦の日本シリーズの放送は1959年の対巨人戦の第1・2戦[注 32]、南海戦以外では1962年・阪神対東映の第1・6・7試合の3試合のみで、合計5試合に留まった[注 33]。
- パシフィック・リーグの球団は、テレビ東京・テレビ東京系列局が推薦される場合があり、福岡ソフトバンクホークス、千葉ロッテマリーンズ、北海道日本ハムファイターズ、オリックス・バファローズで推薦実績がある。その場合は系列局が少ない[注 34]ため地上波で生中継を見られる地域は他系列に比べ大幅に少なくなる（セ・リーグ側はこれまで中日ドラゴンズが進出した場合のみに放送権を得ている）ため、衛星放送のNHK BS1（以前はBShiも）での放送で補完することになる（テレビ東京系列のBSテレ東での放送は現状未実施）。
  - 過去にテレビ東京は次の試合を放送している。
    - 1970年・ロッテ対巨人（第3・4試合。第4試合はNHK総合テレビ並列）
    - 1974年・ロッテ対中日（第5試合）
    - 2003年・ダイエー対阪神（第7試合。TVQ九州放送制作）
    - 2005年・ロッテ対阪神（第2試合）
    - 2006年・日本ハム対中日（第4試合。テレビ北海道制作協力）
    - 2007年・日本ハム対中日（第2・5試合。第2試合はテレビ北海道制作協力 第5試合はセ・リーグ側のホームゲーム・テレビ愛知制作協力）
    - 2010年・ロッテ対中日（第4試合 第1試合=セ・リーグ側ホームゲームもテレビ愛知が放送権を得たが、全国中継せず）
    - 2011年・ソフトバンク対中日（第2・5試合。第2試合はTVQ九州放送制作協力、第5試合はセ・リーグ側のホームゲーム・テレビ愛知制作協力）
    - 2015年・ソフトバンク対ヤクルト（第2試合。TVQ九州放送制作協力）
    - 2021年・オリックス対ヤクルト（第2試合。テレビ大阪制作協力）
    - 2023年・オリックス対阪神（第2試合）

  - なお、放映権を獲得しながら優勝決定による未開催で放送なしとなったのは以下の通り。
    - 2005年・ロッテ対阪神（第7試合）
    - 2009年・日本ハム対巨人（第7試合。テレビ北海道制作協力）
    - 2010年・ロッテ対中日（第8試合。テレビ愛知制作協力による全国放送となる予定であった）
    - 2019年・ソフトバンク対巨人（第7試合。TVQ九州放送制作協力）
- 1970年と1974年は日中の開催で、一部の局ではローカルセールスの時間帯であったことから、特に東京12チャンネルとの結びつきが強い地方局への番組販売（中京圏は本来なら日経資本の中京テレビで中継されるものだったが、UHFの視聴世帯がまだ少なかったため、名古屋テレビで中継。近畿地方は1970年の第3戦と1974年の第5戦は当時クロスネット局の関係にあった毎日放送で、1970年の第4戦は当時から東京12チャンネルの準キー局扱いであった近畿放送・サンテレビで中継）にて同時放送が行われた。
- しかし、ナイトゲーム開催以後の6回（試合自体がなかった回は除く 以下同文）の中継は系列局の編成の都合から生放送はテレビ東京系列5局と中京・近畿の独立県域局を視聴できる地域に限られており、2003年は地方局には90分に編集した録画中継版を販売して当日深夜（翌日未明）に放送した局もあったが、2005年以降はそれも行われず、系列のない大多数の県ではテレビ東京の実況を見られない状態となっている（BSジャパン→BSテレビ東京・TX系列のCS（AT-Xや日経CNBC）でも中継されていないため）。
- 1999年・ダイエー対中日も一度第7試合をテレビ東京系列（制作・TXN九州（当時））で放送することが決まっていたが、系列局が少ないのと、衛星放送の普及が進んでいない（当時のBS民放は有料放送のWOWOWのみだった。民放キー局系の無料放送を含めデジタル放送の開局は2000年12月1日）という理由でテレビ朝日系列（九州朝日放送）に移譲したことがあった。しかし、ダイエーが4勝1敗で優勝し、第7戦そのものが開催されなかった。
- また、1998年に日本ハム[注 35]、2001年にダイエーがそれぞれ進出した場合、1998年は第4戦、2001年は第7戦の放送が検討されていたが、優勝を逃したため実現には至らなかった。
- 2023年はパ・リーグのクライマックスシリーズにオリックス、ロッテがそれぞれ進出した場合、第2戦の放送が検討されていた。しかし、この時点でセ・リーグのクライマックスシリーズが阪神、広島が残っていたが、最終的に阪神が進出したため第2戦の放送に至った。
- 2023年は、史上初の民放5局ネットワークが第5戦まで最低1試合ずつ中継を実施している[注 36]。当初、2019年も第1戦・第2戦・第6戦・第7戦が日本テレビ系列を除き放映権を取得していたが、第4戦で決着したため実現しなかった[注 37]。
- 2024年は、第2戦が『第50回衆議院議員総選挙』と被り、28年ぶりに選挙特番と日本シリーズ中継がバッティングする事態になった。[注 38]

### 県域独立局
- 1985年・阪神対西武の第3・5試合が兵庫県域局のサンテレビ（兵庫県ローカル）で放送された。独立県域局ではネット受け以外で史上初の放送権となったが、この時は第3戦が朝日放送、第5戦はよみうりテレビとの並列放送だったので独占放送ではなかった。なおこの後2003年・阪神対ダイエー、2005年・阪神対ロッテの2回はサンテレビが主管試合の放映権を得ることはなかったが、兵庫県内では隣府県のテレビ東京系列県域局のテレビ大阪・テレビせとうち[注 39]が受信できない地域への配慮として、阪神球団からの要請によりテレビ東京製作のそれぞれパ・リーグ側主管試合（2003年第7試合、2005年第2試合）をネットしている。しかし、2023年・阪神対オリックスについては放送は見送られたことで、テレビ東京系列で中継された第2戦が阪神の保護地域である兵庫県内のうち、テレビ大阪[注 40]やテレビせとうち[注 41]のいずれかの受信もできない世帯では、地上波で中継を味わえない事態が発生した。
- 2010年は第1戦・第2戦・第5戦は地上波全国中継が行われなかった。中部日本放送の系列局であるTBS系列に優先権があったが、時間帯が『世界バレー』中継と重なったことからTBS系列は放送権を獲得しなかった。第1戦はナゴヤドームがある愛知県ローカル局のテレビ愛知[注 42]、第2戦は中京広域圏の東海テレビで、第5戦は千葉マリンスタジアムがある千葉県の県域独立局の千葉テレビでは千葉県ローカルで放送された。前述・阪神対西武の試合が広域放送（準キー局）との並列だったが、この試合の地上波放送は千葉テレビだけであるため、当初は史上初の「県域独立局独占中継」となる可能性があった。その後、第5戦の中継に関しては、11月3日に中部日本放送が急遽自社制作を実施し東海3県ローカルでの放送を受け持つことになり、千葉テレビ制作の中継が三重テレビにも同時ネットされることとなった[30]が、それでも関東地方では千葉テレビだけでの放送であり、キー局を含め「関東地方テレビ局独占中継」の形となった。

### 衛星放送
系列局ごとによって対応が異なる。プロ野球中継放送実績の無い放送局は原則として省略する。

#### BS放送
NHK
- NHK-BSでは1998年・2002年を除いて放送実績がある。特に地上波でテレビ東京系の中継を行う場合は未放送地域へのカバーとして必ず行われる。2009年以降、BSではNHK BS1のみでの放送となり、他BS局では2012年のBS日テレでの録画ダイジェストを除いて放送されなくなった[注 43]。
  - BS1 1988年 - 1991年（全試合中継録画）、1992年 - 1997年（第4戦のみ生中継、他は中継録画[注 44]、1999年（第2・3戦）、2000年（第4・5戦）、2007年（第2・5戦）、2009年（第1・2・3・6戦）、2010年（第1・2・3・4・5戦）[注 45]、2011年（第2・5・6・7戦）、2012年（第2・3・4戦）、2013年（第2・3・6・7戦）、2014年（第2・3・4・5戦）、2015年（第1・2・3戦）、2016年（第4・5戦）、2017年（第1・2・4・6戦）、2018年（第3・4・5戦）、2019年（第1・2・3戦）、2020年（第2・3・4戦）、2021年（第1・2・3・4・5・6戦）[注 46]、2022年（第2・3・5・6戦）、2023年（第1・2・3・5戦）
  - BShi 2008年（第1・6・7戦）
  - BS1・BShi同時放送 2001年（第2戦）、2003年（第1・2・4・5・7戦）、2004年（第2・7戦）、2005年（第2戦）、2006年（第2・4戦）

日本テレビ系列
- BS日テレでの放送実績なし（ただし2003年（第2戦、第5戦）、2012年（第1戦、第6戦）、2013年（第4戦、第5戦）は1時間のダイジェスト版として放送）。

テレビ朝日系列
- BS朝日で2001年（第1・4戦。後者録画）、2002年（第3戦）、2003年（第3・6戦。後者録画）は完全中継で、また2006年（第3・5戦）、2007年（第1戦）、2008年（第2-5戦）はそれぞれ1時間のダイジェスト版を放送した。

TBS系列
- BS-TBSでBS-i時代の2002年（第4戦）、2004年（第5戦）に放送実績がある。

テレビ東京系列
- BSテレ東ではBSジャパン時代から放送実績なし。

フジテレビ系列
- BSフジで2001年（第3・5戦）、2004年（第6戦）の放送実績がある。

その他 BS11・TwellV・FOXスポーツ&エンターテイメント・J SPORTSなど、2007年以降に開局した放送局での放送実績なし。

#### CS放送
日本テレビ系列
- 読売ジャイアンツ（巨人主催全試合）または巨人以外の他球団が出場する試合を系列局[注 48]が放映権を獲得した場合、日テレジータスを通して完全生中継および深夜に録画中継（地上波同内容）。日テレNEWS24・日テレプラス ドラマ・アニメ・スポーツは放送なし[注 49]。

テレビ朝日系列
- テレ朝チャンネル2（2012年は朝日ニュースター）で地上波と同じ内容で完全生中継。なお同じテレビ朝日直轄のテレ朝ch1は編成の特殊性の関係で放送実績なし。さらに2011年まではテレビ朝日系列制作試合は、同系列の朝日放送（現：朝日放送グループホールディングス。認定放送持株会社移行並びに分社化のため、テレビ事業自体はその子会社の朝日放送テレビに継承）傘下のスカイ・エーで放送された[注 50]。

TBS系列
- TBSチャンネル2で地上波と同じ内容で完全録画中継。2013年までは編成の特殊性の関係で放送実績がなかった（なお、2013年まではTBSニュースバードで同趣旨を行っていた[注 51]が、ニュースバードでの放送は同年度[注 52]をもって終了となっている）。なお、同じJNN系列の毎日放送の親会社（認定放送持株会社）であるMBSメディアホールディングス傘下のGAORAでは放送実績なし。

テレビ東京系列
- CSでの放送実績なし（直轄の日経CNBCとAT-Xはそれぞれ編成の特殊性の関係上、放送できない）。

フジテレビ系列
- フジテレビONE（739）またはフジテレビTWO（721）で地上波と別実況で完全生中継（都合により録画中継した試合あり）。

その他 2010年は地上波全国放送が行われない試合があったため、J SPORTSで第1・2・5戦を自主制作（うち、第1戦はテレビ愛知の映像提供を受けて）で放送した。なお、FOX SPORTS ジャパン・スポーツライブ+は放送実績なし。

## ラジオ放送
日本シリーズはNPB主催のため、レギュラーシーズンの放送権の有無に関わらず平等に中継することができる。レギュラーシーズンおよびクライマックスシリーズは放送不可のJRN系列における東京ヤクルトスワローズのホームゲームも日本シリーズでは中継できる。放送権は原則としてシリーズ全試合が対象となる。
2024年シーズン終了現在、カードに関わらず毎年生中継する放送局は、NHKラジオ第1放送と文化放送、ニッポン放送、MBSラジオ（2020年度までは毎日放送のラジオ部門）の4局となった。また、東海ラジオは以前は中日が出場時のみ放送していたが、中日が日本シリーズ不出場となった2012年以降も2020年以外カードに関係なくNRNネットで中継している。ABCラジオは2019年以降「阪神が出場しない日本シリーズは中継しない」という局の方針により中継を見送っていたが、2023年は阪神の日本シリーズ出場が決定し、2018年以来の日本シリーズ中継が行われる。
なお、シリーズ期間中はナイターオフ編成のため、レギュラーシーズンとネットワーク編成が異なる上、ネット受けの放送を行わない局も出てくる。また、地元球団がある局では当該球団が出場した場合のみ放送する局もある。2017年までは多くの民放地方局が放送していたが、TBSラジオの撤退以降は激減し、2024年は球団非所在地では放送がなくなり、NHK単独放送の地域が多くなった。
ラジオ大阪は2006年以降、TBSラジオとCBCラジオは2018年以降放送は行っていない。ラジオ日本は2013年以降、読売ジャイアンツホームゲームのみ放送している。
FMについては、埼玉西武ライオンズが進出した場合のみ、NACK5で放送する。

## インターネット配信
日本シリーズのインターネット配信の導入は、2016年に開局したAbemaTV（現：ABEMA）が最初となる。この年は出資元のテレビ朝日が中継する試合において独自の実況・解説を付ける形で同時配信を行った。そのほかのキー局が出資元となっているインターネット配信業者においても2018年から、Hulu（日本テレビ）、Paravi→U-NEXT（TBS・テレビ東京）、フジテレビONEsmart（フジテレビ）にて同時配信を行うようになり、2018年は全試合インターネット配信される初の事例となった。TVer（在京民放テレビ局5社共同出資）では2022年開催から本シリーズを同時配信している。なお、レギュラーシーズン、クライマックスシリーズとは主催が違うため、DAZN、パ・リーグTVなどでの中継は行われない。

## その他

### 日本シリーズの対戦組み合せ
- 現存しない球団も含めてセ・リーグ7球団とパ・リーグ7球団の対戦組合せのうち、存在する組合せについては対戦結果を全て記し、存在しない組合せは「×」を記す。
  - 日本シリーズ出場経験のある球団のみ記す。
  - 対戦成績について日本一になった球団は太字で表記する[注 66]。
  - 対戦組合せは前身球団を含む[注 67]。
  - 対戦結果の数字は、シリーズでの「セ・リーグ球団の優勝回数 - パ・リーグ球団の優勝回数」を示す。

| 球団 | 球団 | パ    | パ    | パ    | パ    | パ    | パ    | パ    |
| 球団 | 球団 | オ    | ソ    | 西    | 日    | ロ    | 楽    | 近    |
| ---- | ---- | ----- | ----- | ----- | ----- | ----- | ----- | ----- |
| セ   | 巨   | 5 - 3 | 9 - 3 | 3 - 7 | 3 - 0 | 1 - 0 | 0 - 1 | 1 - 0 |
| セ   | 神   | 1 - 0 | 0 - 3 | 1 - 0 | 0 - 1 | 0 - 1 | ×     | ×     |
| セ   | 中   | ×     | 0 - 2 | 1 - 3 | 1 - 1 | 0 - 2 | ×     | ×     |
| セ   | ヤ   | 3 - 1 | 0 - 1 | 2 - 1 | ×     | ×     | ×     | 1 - 0 |
| セ   | 横   | ×     | 1 - 1 | 1 - 0 | ×     | 1 - 0 | ×     | ×     |
| セ   | 広   | 1 - 1 | 0 - 1 | 0 - 2 | 0 - 1 | ×     | ×     | 2 - 0 |
| セ   | 松   | ×     | ×     | ×     | ×     | 0 - 1 | ×     | ×     |

- 各球団の略称については以下の通りである。
  - 巨=巨人（読売）、神=阪神、中=中日、横=横浜・DeNA、ヤ=（東京）ヤクルト、広=広島東洋、オ=オリックス、ソ=福岡ソフトバンク、西=（埼玉）西武（1979年から）・西鉄（1972年まで）、日=（北海道）日本ハム、ロ=（千葉）ロッテ、楽=東北楽天、松=松竹、洋=（横浜）大洋、急=阪急、近=（大阪）近鉄、南=南海、ダ=福岡ダイエー、映=東映、毎=毎日・大毎

### 戦力外通告について
- 第2次戦力外通告は原則クライマックスシリーズ終了の翌日から日本シリーズ終了の翌日までだが、日本シリーズ出場チームは期限が4日間延長される。